# El Alvareo
El Alvareo es una localidad del municipio de Escalante (Cantabria, España). En el año 2008 contaba con una población de 49 habitantes (INE). La localidad se encuentra a 60 metros de altitud sobre el nivel del mar, y a 4 kilómetros de la capital municipal, Escalante.
- Datos: Q5820828